# نوفو نورديسك

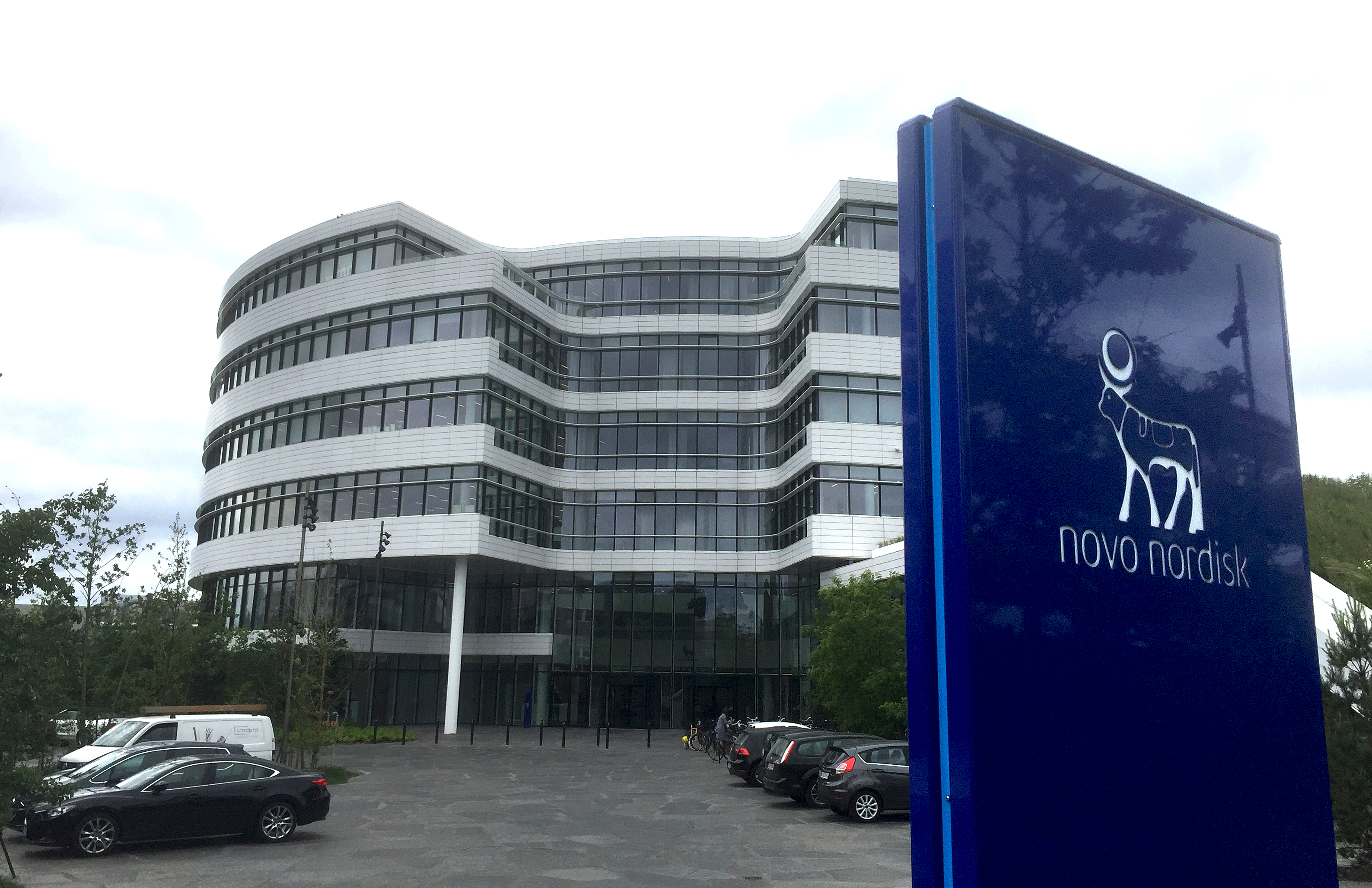

نوفو نورديسك (Novo Nordisk A / S) هي شركة أدوية دنماركية متعددة الجنسيات يقع مقرها الرئيسي في باجسفيرد ، الدنمارك ، ولديها مرافق إنتاج في ثمانية بلدان ، وشركات تابعة أو مكاتب في 5 دول. يتم التحكم في نوفو نورديسك من قبل المساهم الأكبر نوفو القابضة أية / أس الذي يمتلك ما يقرب من 25 ٪ من أسهمها وأغلبية ساحقة (45 ٪) من أسهم التصويت. تقوم شركة نونو نورديسك بتصنيع وتسويق المنتجات والخدمات الصيدلانية خاصة أدوية وأجهزة رعاية مرضى السكري وتشارك نوفو نورديسك أيضًا في إدارة الإرقاء ، والعلاج بهرمون النمو والعلاج بالهرمونات البديلة. تصنع الشركة العديد من الأدوية تحت أسماء تجارية مختلفة ، بما في ذلك لفيمير وترسيبا ونونولوج وNovolin R وNovoSeven وNovoEight وفيكتوزا.
توظف نوفو نورديسك أكثر من 40 ألف شخص على مستوى العالم ، وتسوق منتجاتها في 180 دولة. تم إنشاء الشركة في عام 1989 من خلال اندماج شركتين دنماركيتين يعود تاريخهما إلى عشرينيات القرن الماضي. شعار Novo Nordisk هو ثور أبيس ، أحد الحيوانات المقدسة في مصر القديمة. نوفو نورديسك عضو كامل العضوية في الاتحاد الأوروبي للصناعات والجمعيات الصيدلانية (EFPIA). احتلت الشركة المرتبة 25 من بين أفضل 100 شركة للعمل في 2010 و72 في 2014 من قبل مجلة فورتشن. في يناير 2012 ، تم اختيار شركة نونو نورديسك باعتبارها الشركة الأكثر استدامة في العالم من قبل مجلة الأعمال كوربورايت نايتس بينما تم تصنيف شركة نونوزايمس المنفصلة في المرتبة الرابعة.

## وصلات خارجية
- موقع شركة نونو نورديسك